# Ямбул
Ямбул (др.-греч. Ἰάμβουλος) — древнегреческий писатель II или I в. до н. э.
Близкий к стоицизму древнегреческий утопист. Биографические сведения о Ямбуле отсутствуют, его имя известно по сочинению, сохранившемуся во фрагментах у Диодора Сицилийского (II 55–60). Это «Острова Солнца», утопия в форме фантастического путешествия. Здесь автор описывает некие острова близ экватора, где среди людей, почитателей солнца, царят полное равенство, свобода от труда и брака, а также общность жен и детей. Влияние этого сообщения о древнем утописте на Кампанеллу и Мора очевидно.